# Łukocin
Łukocin [pronunciación en polaco: /wuˈkɔt͡ɕin/] (en alemán: Lukoschin) es un pueblo ubicado en el distrito administrativo de Gmina Tczew, dentro del Condado de Tczew, Voivodato de Pomerania, en Polonia del norte. Se encuentra aproximadamente a 4 kilómetros al noroeste de Tczew y a 29 kilómetros al sur de la capital regional Gdańsk.
El pueblo tiene una población de 250 habitantes.